# Raiffeisenbank Bütthard-Gaukönigshofen
Die Raiffeisenbank Bütthard-Gaukönigshofen eG ist eine Genossenschaftsbank mit Sitz in der bayerischen Marktgemeinde Bütthard im Landkreis Würzburg.

## Geschichte
Die heutige Raiffeisenbank Bütthard-Gaukönigshofen eG wurde im Jahr 1886 in Bütthard gegründet und entstand im Jahr 1999 durch die Fusion der Raiffeisenbank Bütthard eG mit Sitz in Bütthard mit der Raiffeisenbank Gaukönigshofen eG mit dem Sitz in Gaukönigshofen. Beide Banken fusionierten in den Vorjahren bereits mit benachbarten Raiffeisenbanken und -kassen.
Eine detaillierte Darstellung der Historie der Raiffeisenbank Bütthard-Gaukönigshofen eG mit weiteren Fusionen in der Vergangenheit ist auf der Homepage der Bank vorhanden.

## Rechtsverhältnisse
Die Raiffeisenbank Bütthard-Gaukönigshofen eG ist im Genossenschaftsregister beim Amtsgericht Würzburg unter GnR 23 eingetragen.

## Organisationsstruktur
Rechtsgrundlagen sind das Genossenschaftsgesetz und die durch die Vertreterversammlung beschlossene Satzung. Organe der Bank sind der Vorstand, der Aufsichtsrat und die Vertreterversammlung.

## Sicherungseinrichtung
Die Raiffeisenbank Bütthard-Gaukönigshofen eG ist der amtlich anerkannten Sicherungseinrichtung des Bundesverbandes der Deutschen Volksbanken und Raiffeisenbanken GmbH und der zusätzlichen freiwilligen Sicherungseinrichtung des Bundesverbandes der Deutschen Volksbanken und Raiffeisenbanken e.V. angeschlossen.

## Geschäftsausrichtung
Die Raiffeisenbank Bütthard-Gaukönigshofen eG betreibt das Universalbankgeschäft. Im Verbundgeschäft arbeitet sie mit der DZ Bank, R+V Versicherung, Bausparkasse Schwäbisch Hall, Teambank, VR Leasing, DZ Hyp und der Union Investment zusammen.

## Geschäftsgebiet
Das Geschäftsgebiet liegt im Südwesten des Landkreises Würzburg und im Osten des Main-Tauber-Kreises in Baden-Württemberg.
An diesen Orten betreibt die Bank Filialen:
- Bütthard (Hauptstelle, jur. Sitz)
- Gaukönigshofen (Geschäftsstelle)
- Kirchheim (Geschäftsstelle)
- Sonderhofen (Geschäftsstelle)
- Wittighausen (Geschäftsstelle)